# فيل هوسكينغ
فيل هوسكينغ (بالإنجليزية: Phil Hosking)‏ هو لاعب كرة قدم أسترالية أسترالي، ولد في 4 مايو 1894 في Albert Park, Victoria ‏ في أستراليا، وتوفي في 6 أغسطس 1949 في Caulfield South ‏ في أستراليا.

## وصلات خارجية
- فيل هوسكينغ على موقع AustralianFootball.com (الإنجليزية)
- فيل هوسكينغ على موقع AFLtables.com (الإنجليزية)